# Panteleimon (Kutovoj)
Panteleimon (světským jménem: Nikolaj Vasiljevič Kutovoj; * 14. prosince 1955, Hrybany) je běloruský duchovní Ruské pravoslavné církve, arcibiskup a emeritní metropolita krasnojarský a ačinský.

## Život
Narodil se 14. prosince 1955 ve vesnici Hrybany v Mohylevské oblasti.
Studoval na zemědělské škole, kterou dokončil roku 1976. Poté pracoval a zároveň studoval na Kubáňském zemědělském institutu.
Roku 1980 nastoupil na Leningradský duchovní seminář.
V dubnu 1985 byl rukopoložen na diákona a stejného roku na jereje. Následující rok se stal představeným chrámu Svaté Trojice ve Vjazmě a blagočinným Vjazemského okruhu smolenské eparchie.
V březnu 1987 byl postřižen na monacha a přijal mnišské jméno Panteleimon. Roku 1988 byl povýšen na igumena.
Roku 1989 se stal představeným chrámu Ikony Matky Boží Všech strádajících radost v Děsnogorsku.
Dne 7. ledna 1991 se stal představeným chrámu svatého Mikuláše v Kaliningradu.
Dne 23. února 1993 jej Svatý synod zvolil biskupem baltijským a vikářem smolenské eparchie. Následně byl povýšen na archimandritu.
Dne 2. května 1993 proběhla v chrámu Zesnutí přesvaté Bohorodice ve Smolensku jeho biskupská chirotonie. Světiteli byli patriarcha moskevský Alexij II.
Dne 28. prosince 2000 byl ustanoven biskupem majkopským a adygejským.
Dne 25. února 2005 byl povýšen na arcibiskupa.
Dne 27. května 2009 byl ustanoven na orelskou katedru.
Dne 5. října 2011 byl jmenován metropolitou krasnojarským a ačinským, hlavou krasnojarské metropole.
Dne 8. října 2011 byl povýšen na metropolitu. Dne 20. března 2025 byl Svatým synodem penzionován a jako místo pobytu mu byl zvolen Krasnojarský kraj.